# Георг Рудольф Легницкий
Георг Рудольф Легницкий (22 января 1595, Олава — 14 марта 1653, Вроцлав) — князь Бжегский (1602—1612) и Легницкий и Волувский (1602—1653), генеральный староста Силезии (1621—1628, 1641—1653), гуманист, меценат, композитор и поэт.

## Биография
Представитель легницкой линии Силезских Пястов. Младший (третий) сын князя Иоахима Фридриха Легницко-Бжегского (1550—1602) и Анны Марии Ангальтской (1561—1605).
В 1602 году после смерти отца Георг Рудольф вместе со старшим братом Иоганном Кристианом получили в совместное владение Легницкое, Бжегское и Волувское княжества. С 1602 по 1605 год регентшей при несовершеннолетних братьях Иоганне Кристиане и Георге Рудольфе была их мать, вдовствующая княгиня Анна Мария Ангальтская. В 1605 году после смерти матери регентство перешло к тетке молодых князей, Елизавете Магдалене Бжегской и её супругу, Карлу II Подебрадовичу, князю Зембицкому и Олесницкому. В 1609 году Иоганн Кристиан стал совершеннолетним и стал самостоятельно править княжеством, взяв под опеку своего брата Георга Рудольфа. Когда в 1612 году Георг Рудольф стал совершеннолетним, братья разделили свои владения. Георг Рудольф стал править в Легницком и Волувском княжествах (Легница, Волув, Злоторыя, Гродзец, Любин, Проховице, Винско, Вонсош, Рычень и Рудна, с 1616 года — также Хойнув), а Иоганн Кристиан получил Бжегское и Олавское княжества (Бжег, Олава, Стшелин, Немча, Ключборк и Бычина).
В 1614 году князь Георг Рудольф Легницкий, по примеру своего старшего брата Иоганна Кристиана Бжегского, перешел в кальвинизм. Во время Тридцатилетней войны Георг Рудольф в 1633—1648 годах находился в изгнании в результате оккупации своих владений императорскими войсками Габсбургов, хотя номинально продолжал считаться правящим князем.

## Культура и искусство при легницком дворе
Георг Рудольф, как правитель, был всесторонне образованным и поддерживал развитие культуры и науки. В частности, он известен как создатель знаменитой библиотеки Rudolphina. При его дворе были выдающиеся ученые, поэты и композиторы, такие как Мартин Опиц и Фридрих фон Логау, которые часто находили убежище и защиту при княжеском дворе в Легнице. Он также пропагандировал музыкальное образование. Князь получил образование в мастерской композитора во время пребывания во Франкфурт-на-Одере. Он собирал распечатки и рукописи музыкальных произведений. За это время он встретил одного из самых выдающихся композиторов своей эпохи, Генриха Шютца, который посвятил князю Георгу Рудольфу Легницкому свою коллекцию религиозных песнопений. Некоторые из сохранившихся сочинений Георга Рудольфа были записаны Ars nova на CD «Рудольфина — Сокровища Легницы» под руководством польского музыканта Яцека Урбаняка.

## Браки
4 ноября 1614 года в Дессау князь Георг Рудольф Легницкий женился первым браком на своей кузине Софии Елизавете (10 февраля 1589 — 9 февраля 1622), старшей дочери своего дяди по материнской линии, князя Иоганна Георга I Ангальт-Дессау (1567—1618), и Доротеи Мансфельд-Арнштейн (1561—1594). Первый брак был бездетным.
25 ноября 1624 года Георг Рудольф Легницкий вторично женился на своей двоюродной сестре Елизавете Магдалене (29 мая 1599 — 4 ноября 1631), второй дочери Карла II из Подебрад, князя Зембицкого и Олесницкого (1545—1617), и Эльжбеты Магдалены Бжегской (1562—1630). Второй брак также был бездетным.
Князь Георг Рудольф Легницкий, дважды овдовевший, оставался один в течение следующих двадцати двух лет, вплоть до своей смерти во Вроцлаве. Его владения были унаследованы его племянниками, князьями Георгом III, Людвиком IV и Кристианом, сыновьями его старшего брата Иоганна Кристиана Бжегского, умершего в 1639 году.